# Govan (Karolina Południowa)
Govan – miasto w Stanach Zjednoczonych, w stanie Karolina Południowa, w hrabstwie Bamberg.